# Podmornice klase Holland
Klasa Holland je klasa britanskih obalnih podmornica koje su prema američkoj licenci izgrađivane u Velikoj Britaniji. 

## Razvoj
Uživajući u svojoj veličini i nedodirljivosti, britanski Admiralitet ipak nije mogao a da barem "samo jednim okom" i s dosta sumnjičavosti ne gleda na to što razvijaju njihovi stoljetni pomorski neprijatelji - Francuzi, ali i kakve uspjehe u gradnji podmornica postižu Amerikanci Holland i Lake. Uskoro, u vrhu britanske mornarice sazrijeva spoznaja da bi se njihova površinska flota mogla naći u velikim problemima suočena s novim neprijateljem koji napada iznenada i neprimjetno iz tamnih morskih dubina. Zapravo, promjenu razmišljanja u Admiralitetu potaknuli su u prvom redu britanski političari, koji u oba doma britanskog Parlamenta nisu mogli ostati imuni na brojne upite: Što to rade i grade Francuzi.
Nakon duljeg vijećanja i međusobnog nadmudrivanja, među članovima Admiraliteta odlučeno je da i Velika Britanija krene u razvoj podmorničarstva. Tu se pred Admiralitetom pojavio prvi pravi problem: na britanskim otocima i njenim kolonijama nije bilo ni jednog konstruktora koji bi mogao ponuditi kvalitetan podmorničarski projekt - jer ga jednostavno nitko nije ni razvijao. Zbog takve situacije i trke s vremenom, britanska Vlada i Admiralitet odlučuju se na kupovinu tuđe tehnologije i svojih prvih podmornica izvan granica svog golemog kolonijalnog imperija. Izbor je pao na SAD i njihovog konstruktora irskog podrijetla Johna Phillipa Hollanda. Ustvari, možda najveću ulogu pri donošenju takve odluke odigrao je glavni inženjer-konstruktor kraljevske mornarice, John Durston, koji je, iako protivnik podmornica, smogao snage priznati nespremnost britanske brodogradnje da konstruira traženo plovilo. Zanimljivo je da je prva britanska narudžba, potpisana u prosincu 1900. godine, izvršena u sklopu tajnog protokola. Prava borbena vrijednost podmornica mogla je biti potvrđena samo opsežnim programom ispitivanja. Eksperimenti s naručenim podmornicama trebali su pomoći Admiralitetu da procijeni njihovu pravu borbenu i operativnu vrijednost.
Prema odrednicama britansko-američkog ugovora, dogovorena je isporuka pet podmornica koje će se, po projektima Hollandove Electric Boat Company (nasljednici ranije Holland Torpedo Boat Co.), licencno izgraditi u britanskom brodogradilištu Messrs Vickers, Sons & Maxim u Barrow-in-Furnessu smještenom na zapadnoj obali Velike Britanije. Službeni naziv prvih britanskih naručenih podmornica bio je HM Submarine Torpedo Boat (podmorničarski torpedni čamac). Prema klauzulama potpisanog međudržavnog ugovora brodogradilište u Barrow- in - Furnessu izgradilo je i isporučilo prvih pet podmornica prema sljedećem redoslijedu:
Zanimljivo je da je podmornica No. 1, koja je prva porinuta u more, posljednja ušla u službu ratne mornarice. Kompletna cijena prve britanske narudžbe iznosila je 175 000 funti, odnosno 35 000 funti po komadu. Kad su sve podmornice bile isporučene mornarici, Admiralitet je na osobno inzistiranje torpednog specijalista kapetana Rogera Bacona dodijelio ispitnom podmorničarskom skvadronu jednu torpiljarku (HMS Hazard), koja je trebala igrati ulogu broda-matice. U tehničkom smislu, prve britanske podmornice bile su gotovo identične Hollandovoj podmornici Adder. Ustvari, tehnička specifikacija ovog Hollandovog modela za britansku su narudžbu bile ponešto poboljšane - ali samo na papiru. Tijekom probnih plovidbi i testiranja podmornica ustanovit će se da su tražene tehničke performanse na ovoj Hollandovoj konstrukciji još uvijek nedostižne.

## Dizajn
S današnjeg gledišta, bile su to vrlo jednostavne, jednotrupne podmornice deplasmana 113 odnosno 122 tone. Nepropusnost trupa podmornice bila je ispitana punjenjem vode i njezinim tlačenjem na pritisak od 3,5 bara. Odlikovale su se zadovoljavajućom podvodnom upravljivošću, ali i relativno slabim manevarskim osobinama u površinskoj plovidbi, pogotovo po uzburkanom moru, kada je stabilnost podmornica bila ozbiljno ugrožena.
Posadu podmornice činilo je ukupno sedam (rjeđe osam) podmorničara. Propulzija podmornice bila je izvedena preko jednog četverotaktnog benzinskog Otto motora (američke proizvodnje), koji je služio za površinsku plovidbu i punjenje električne baterije, te jednog električnog motora za podvodnu plovidbu. Benzinski motor mogao je razviti snagu od 160 KS, dok je električni motor mogao razviti 74 KS. Električni motor crpio je struju iz električne baterije koja se sastojala od 60 članaka kapaciteta 1840 Ah. Snaga se preko mehaničke spojke prenosila direktno (bez reduktora) na jednu osovinu na koju je bio montiran četverokraki propeler fiksnog koraka. Upućivanje glavnog benzinskog motora u pogon obavljalo se pomoću električnog motora i njegove baterije. U dva tanka za gorivo moglo se ukrcati otprilike 1890 litara benzina, što je bilo dovoljno za doplov podmornice od 250 NM brzinom od 8 čv u površinskoj plovidbi.

Hollandove podmornice bile su opremljene s tri okomite cijevi, koje su služile za dobavu svježeg zraka u podmornicu, za ventilaciju baterijskog prostora te za potrebe benzinskog motora. Bez sigurnosnih vodonepropusnih pregrada, oskudne ventilacije i uz stalna benzinska isparenja, ove podmornice bile su iznimno opasne za svoje posade. Uz sve te opasnosti, uska i klaustrofobična, slabo osvijetljena unutrašnjost bez ugrađenih ležajeva za odmor i bez najprimitivnijeg oblika toaleta bila je iznimno nehumana radna okolina. Niski ulazni toranj s minijaturnim otvorima, koji su trebali služiti za površinsku navigaciju, ali i kao svjetlarnik, bio je nepuni metar visoko iznad vodene linije pa je pri svakom imalo većem valu prijetila opasnost od nalijevanja mora i plavljenja podmornice. Zbog toga se poslije moralo pribjeći konstrukcijskom zahvatu modifikacije i povišenja kontrolnog tornjića iznad trupa podmornice. Ta preinaka je prvo izvedena na podmornici No.1 a zatim redom i na svima ostalima kako su bile završavane na navozima brodogradilišta u Barrowsu. Povišeni toranj podmornice imao je ukomponiran teški poklopac glavnog ulaza u podmornicu promjera 82 cm. Magnetni kompas je morao biti smješten u posebnoj vodonepropusnoj komori izvan trupa podmornice jer u to vrijeme još nisu bili riješeni problemi s njegovim ispravnim radom unutar velikih čelično-magnetičnih masa. 
Kad je podmornica bila u podvodnoj plovidbi, kompas je bio vidljiv uz pomoć posebno konstruiranog kormilarskog periskopa, koji je imao ugrađeno osvjetljenje pomoću električne žarulje. Navigacijski periskop, koji je konstruirao kapetan Reginald Bacon, bio je ugrađen iza glavnog ulaza u podmornicu i njegov glavni problem je bila iskrivljena slika. Ako je slika površinskog objekta bila prevrnuta naopako, zapovjednik je znao da se gledani objekt nalazi po krmi podmornice itd. Slike objekata po lijevom i desnom boku podmornice također su bile nerealne jer se lijeva strana vidjela kao desna i obratno. Osim toga, periskop je morao biti dodatno učvršćen čeličnim sajlama radi osiguranja potrebne krutosti njegove konstrukcije.
Procedure zaranjanja bile su prilično opsežne i trajale su i preko desetak minuta da bi se podmornica spustila na periskopsku dubinu. Dizajn prvih britanskih podmornica Hollandova tipa bio je daleko od idealnog: odlikovao se malom longitudinalnom (uzdužnom) stabilnošću i malom rezervom uzgona od nekih 8,2%. Zbog konstrukcije ovih plovila sve podmornice ovog tipa naginjale su nekontroliranom pramčanom zaronu jer nisu raspolagale horizontalnim kormilom dubine. Uzdužni trim Hollandovih podmornica ostvarivao se prepumpavanjem vodenog balasta iz krmenih u pramčane balastne tankove i obratno. Potrebni komprimirani zrak osiguravao je ugrađeni kompresor, što ga je mogao pogoniti benzinski motor, ali i elektromotor. Komprimirani zrak se tlačio na tlak od 138 bara (2000 psi), a kapacitet boca za komprimirani zrak iznosio je 1,925 m3 (69 stopam 3). Za potrebe ispaljivanja torpeda i pirenja balastnih tankova pri izronu podmornice komprimirani zrak se reducirao na tlak od ~3,5 bara (50 psi) odnosno 0,75 ~ 1,4 bara (10-20 psi ).

### Naoružanje
Naoružanje prvih britanskih podmornica činio je borbeni komplet od dva Whiteheadova torpeda, koja su se komprimiranim zrakom od 5 bara mogla ispaliti kroz pramčanu torpednu cijev kalibra 356 mm. Torpedna cijev nalazila se na dubini od 60 cm ispod konstrukcijske vodene linije. Bila je opremljena sigurnosnim poklopcem i specijalnim protueksplozivnim zatvaračem. Nakon ispaljenja torpeda, usta cijevi su se zatvarala, a voda iz nje bi se posebnim drenažnim sustavom odvodila u glavni balastni tank.
Najveća dubina do koje je zaronila neka od prvih britanskih podmornica iznosila je 78 feeta (gotovo 20 m), do koje je (slučajno) zaronila podmornica No.2 kada je u pramčani balastni tank greškom bilo ukrcano previše vode. Ispitivanja podmornica započela su odmah, čim je prva od podmornica bila dostupna mornarici - prvo u akvatoriju samog brodogradilišta u Barrow-in-Furnessu, a kasnije u Irskom moru. Program ispitivanja i nužnih preinaka na osnovnom projektu protegao se gotovo godinu dana. Unatoč svim nedostacima, podmornice su izazvale veliko oduševljenje u britanskim pomorskim krugovima, ali i kod rijetkih pojedinaca u samom vrhu Admiraliteta. Posebno se to odnosi na vježbu bojnog torpednog gađanja na otvorenom moru kod Walney Islanda, kada je pogođen zadani cilj dimenzija 45x5 m i čiji je gornji rub bio tek jedan metar iznad površine. Zanimljivo je da je torpedno gađanje izvedeno prema simuliranim ratnim uvjetima, pri kojima se podmornica približavala svom cilju u podvodnoj plovidbi s dopuštena tri izrona radi zahvata cilja, od kojih nijedan nije smio biti dulji od 60 sekundi.

## Povijest uporabe
Uočeni nedostaci ispravljani su u hodu, što je i utjecalo da prvoizgrađena podmornica No.1 uđe posljednja u službu mornarice. Prvom britanskom podmorničarskom skvadronu ili, bolje rečeno, prvoj podmorničarskoj flotili, kao baza određena je luka Portsmouth odnosno njezin vojni dio Fort Blockhouse. Obuka prvih britanskih podmorničara bila je povjerena američkom podmorničarskom asu, kapetanu Cableu - koji je do tada na podmornicama Hollandova tipa ostvario više od 2500 zarona. U britanskim mornarima i časnicima našao je vrlo marljive i zahvalne učenike. Kapetan Reginald Bacon, veliki pobornik podmornica, imenovan je za prvog inspektora britanskih podmorničarskih snaga. Prve britanske tzv. Hollandove podmornice bile su, jednom riječju, vrlo skromnih mogućnosti. Njihove tehničke karakteristike i taktičke mogućnosti dopuštale su britanskoj mornarici da ih uporabi za samo dvije zadaće: blisku zaštitu britanskih luka i sidrišta te za obuku budućih podmorničara. U službi mornarice ove podmornice su se zadržale punih desetak godina. Podmornica No.1 korištena je kao vježbovna podmornica u PB Fort Blockhouse sve do 1913. godine, kada je prodana u staro željezo. Za vrijeme tegljenja do rezališta u Portsmouthu došlo je do prekida teglja i njezina potonuća. Pronađena je tek 1981. godine, izvučena na suho i nakon rekonstrukcije postavljena kao jedan od najvažnijih eksponata u podmorničarskom muzeju u Gosportu.

Podmornice No.2 i No.3 prodane su i izrezane kao staro željezo u listopadu 1913. Podmornica No.4 potonula je 3. rujna 1912., ali je nešto kasnije podignuta s morskog dna. Minimalno je popravljena i korištena kao meta za gađanje sve do 1914. godine, kada je potopljena. Podmornica No.5 služila je u sastavu Prve flotile podmornica u PB Fort Blockhouse sve dok nije bila izbrisana iz flotne liste početkom kolovoza 1912. Potonula je za vrijeme tegljenja u rezalište 8. kolovoza 1912.

Prve britanske podmornice nisu doživjele borbene aktivnosti 1. svjetskog rata.

### Pregled
| Podmornica | Položena kobilica | Porinuta u more    | Isporučena mornarici |
| ---------- | ----------------- | ------------------ | -------------------- |
| No.1       | 4. veljače 1901.  | 2. listopada 1901. | 2. veljače 1903.     |
| No.2       | 4. veljače 1901.  | 21. veljače 1902.  | 1. kolovoza 1903.    |
| No.3       | 4. veljače 1901.  | 9. svibnja 1902.   | 19. siječnja 1903.   |
| No.4       | 1901.             | 23. svibnja 1902.  | 2. kolovoza 1903.    |
| No.5       | 1901.             | 10. lipnja 1902.   | 19. siječnja 1903.   |